# Autophila ligaminosa
Autophila ligaminosa is een vlinder uit de familie van de spinneruilen (Erebidae). De wetenschappelijke naam van de soort is voor het eerst geldig gepubliceerd in 1851 door Eversmann.
Deze nachtvlinder komt voor in Europa.